# Aloe comosa
Aloe comosa (tiếng Anh thường gọi là Clanwilliam Aloe) là một loài thực vật]] thuộc họ Aloaceae. Đây là loài đặc hữu của Nam Phi.